# Terminator transkrypcji
Terminator transkrypcji – sekwencja DNA umożliwiająca dysocjację kompleksu DNA-RNA-polimeraza RNA, a więc miejsce, w którym następuje zakończenie procesu transkrypcji genu (zaznacza miejsce, na którym ma się zakończyć transkrypcja). Służy jako sygnał wyznaczający koniec genu (zespołu genów) w regulacji ekspresji genów oraz do przerywania syntezy mRNA, gdy nie ma warunków do jego wykorzystania w translacji. Sekwencja terminatorowa może powodować spontaniczną dysocjację kompleksu DNA-mRNA-polimeraza RNA, przy czym ważną rolę odgrywa powstawanie z końcowego odcinka mRNA struktury w kształcie spinki do włosów oraz końcowa sekwencja poli-U. Drugim sposobem zakończenia transkrypcji jest przyłączenie do syntetyzowanego RNA białka, które po spotkaniu z polimerazą RNA zmienia jej konformację i w efekcie powoduje rozpad kompleksu enzymu i kwasów nukleinowych.
Terminatory transkrypcji występują w DNA wszystkich organizmów, jednak mechanizm różni się u prokariontów i eukariontów. Polimeraza RNA wraz z syntetyzowanym na nici matrycowej DNA fragmentem RNA tworzy stabilny kompleks, który (o ile nie są spełnione określone warunki) nie wykazuje tendencji do samoistnej dysocjacji. Tym samym, gdyby nie istniały mechanizmy sprzyjające dysocjacji tego kompleksu, transkrybowana byłaby także informacja z DNA leżąca poza transkrybowanym genem. 

## Mechanizmy działania

### U prokariontów

Schemat przebiegu terminacji transkrypcji u prokariontów. W przypadku terminatorów niezależnych od białka Rho terminacja następuje na spince do włosów, powstającej na transkrybowanym mRNA. W dysocjacji kompleksu polimeraza RNA-RNA-DNA bierze też udział białko NusA, oddziałujące z powstająca strukturą drugorzędową RNA (górna część obrazka). W przypadku terminatorów zależnych od białka Rho białko to przyłącza się do sekwencji rut na transkrybowanej nici mRNA, przemieszcza się w dół do kompleksu polimerazy RNA-RNA-DNA i poprzez oddziaływania allosteryczne powoduje rozpad kompleksu i zakończenie transkrypcji.

U prokariontów wykryto dwa mechanizmy terminacji transkrypcji:
1. w miejscach, w których uwalnianie cząsteczki mRNA następuje spontanicznie, gdy polimeraza RNA dotrze do odcinka DNA o określonej sekwencji zasad nukleinowych. Miejsce takie składa się z odcinka o długości około 40 par zasad, na początku którego znajduje się sekwencja palindromowa bogata w pary zasad G-C. Na końcu odcinka transkrybowanego takiego terminatora znajduje się sekwencja 6 reszt deoksyadenozyny. Sekwencja RNA powstająca na podstawie tego odcinka wykazuje tendencje do tworzenia elementu przypominającego spinkę do włosów. Dysocjacja kompleksu jest najprawdopodobniej wynikiem dwóch procesów: rozpadu hybrydowej struktury DNA-RNA na rzecz bardziej korzystnej pod względem energetycznym spinki do włosów (ang. hairpin) oraz małej energii potrzebnej do dysocjacji odcinków, zbudowanych z par rU-dA[3].
2. z udziałem białka Rho, którego przyłączenie powoduje uwolnienie mRNA. Białko Rho przyłącza się do specyficznego miejsca RNA (zwanego rut, ang. Rho utilisation), od którego przesuwa się w kierunku końca 3' syntetyzowanej nici. Napotykając na swej drodze polimerazę RNA, tworzy z nią kompleks zmieniający konformację przestrzenną polimerazy, co powoduje dysocjację kompleksu i zakończenie transkrypcji. W konsekwencji też białko Rho odzyskuje wyjściową konformację. Regulacja przyłączania białka Rho do transkrybowanej nici jest zależna od tego, czy warunki przestrzenne umożliwiają dostęp tego białka do nici RNA – dopiero gdy na nici mRNA pojawi się kodon terminacyjny, powodując przerwanie translacji i oddzielenie rybosomu, na nici RNA zwalnia się wystarczająco dużo miejsca, by białko Rho mogło się przyłączyć do miejsca rut[4]. Miejsce rut może też zostać odsłonięte przez rybosom w warunkach głodu aminokwasowego, gdy brak aminoacylo-tRNA powoduje zatrzymanie biegu rybosomu wzdłuż podlegającej translacji nici mRNA.

Terminatory występować mogą na końcu genu lub w jego obrębie. Występowanie terminatorów wewnątrzgenowych wyjaśnia obserwowane zjawisko polarności mutacji: niekiedy mutacja nonsensowa w jednym z genów operonu powoduje, oprócz unieczynnienia tego genu, również zatrzymanie ekspresji genów operonu położonych w dół transkrybowanego odcinka – wyjaśnić to można przez to, że mutacja pojawiła się w pewnej odległości przed wewnątrzgenowym terminatorem, co powoduje zatrzymanie rybosomu na nonsensowym kodonie i w rezultacie odsłania wolny odcinek RNA, do którego może przyłączyć się białko Rho i spowodować przedwczesną terminację transkrypcji.
Terminatory mogą cechować się  różnym stopniem efektywności terminacji transkrypcji, co zależy od sekwencji DNA w ich obrębie.
Specyficzną formą terminatorów są atenuatory. Są to terminatory położone w rejonie liderowym, pomiędzy promotorem a zespołem genów kodujących enzymy szlaku metabolicznego (np. biosyntezy aminokwasu). Zasada ich działania sprowadza się do przerywania transkrypcji genów enzymów niezbędnych do biosyntezy danego aminokwasu, gdy poziom odpowiedniego aminoacylo-tRNA w komórce jest wysoki (gdy nie ma dostępnego aminoacylo-tRNA, ekspresja tych genów jest wznawiana, a synteza odpowiedniego aminokwasu ponownie uruchamiana). Obecność w rejonie atenuatora kodonów odpowiadających temu aminokwasowi, za syntezę którego są odpowiedzialne geny strukturalne danego operonu, powoduje, że w zależności od dostępności odpowiedniego aminoacylo-tRNA mRNA rejonu liderowego wytwarza lub nie wytwarza spinki do włosów, odpowiedzialnej za odłączenie polimerazy RNA przed genami strukturalnymi. Atenuatory zidentyfikowano w operonach tryptofanowym i histydynowym.

### U eukariontów
Dla większości genów, których transkrypty ulegają poliadenylacji, dokładny mechanizm terminacji nie został wyjaśniony. W komórkach zwierzęcych powstanie na syntetyzowanej nici RNA sekwencji AAUAAA umożliwia przyłączenie endonukleazy oraz polimerazy poli-A. Do terminacji transkrypcji jest niezbędny czynnik CPF (ang. clevage and polyadenylation factor) oraz czynnik wiążący łańcuch poli-A, gdyż w ich obecności do kompleksu przyłączają się specyficzna endonukleaza i polimeraza poli-A, kończące transkrypcję łańcucha. Ponadto za miejscem poliadenylacji znajduje się kilka powtórzeń GU lub U, które też mają udział w terminacji transkrypcji.